# Semiothisa punctilinea
Semiothisa punctilinea är en fjärilsart som beskrevs av Louis Beethoven Prout 1917. Semiothisa punctilinea ingår i släktet Semiothisa och familjen mätare. Inga underarter finns listade i Catalogue of Life.